# 5,N-Dimetil-N-isopropiltriptamina
5,N-Dimetil-N-isopropiltriptamina (5-Me-MiPT) é um derivado triptamina que se pensa ser uma droga psicodélica. Foi produzido primeiramente em 1989. In vitro experiências relacionadas em homogeneizados de tecido cerebral mostraram que possui tem uma afinidade de ligação entre a MiPT e 5-MeO-MiPT,  ambas as quais são conhecidas por atividade psicodélica em humanos.